# 35353 Nadapravcova
35353 Nadapravcova este o planetă minoră (asteroid), cu un diametru de 3,041 km, din centura de asteroizi. A fost descoperită pe 8 septembrie 1997 la Ondřejovská hvězdárna⁠(d) de Petr Pravec⁠(d). 
Obiectul prezintă o orbită caracterizată de o semiaxă mare de 2,1816104 UAi, o excentricitate de 0,02, o înclinație de 5,1984 ° în raport cu ecliptica.